# Aéroport de Dubrovnik
 (février 2022).
Pour les articles homonymes, voir DBV.
L'aéroport de Dubrovnik (code IATA : DBV • code OACI : LDDU) est un aéroport international desservant la ville de Dubrovnik, en Croatie. L'aéroport est situé approximativement à 15,5 km du centre de la ville de Dubrovnik, près de Čilipi. C'est le troisième plus important aéroport de Croatie après celui de Zagreb et de Split en termes de fréquentation. Il est une destination majeure pour les vols de loisir durant la saison estivale en Europe.

## Histoire
Le premier aéroport de Dubrovnik est construit en 1936 près du village de Gruda dans la municipalité de Konavle. En 1960, avec le développement du tourisme, il est transféré près du village de Čilipi.
Pendant la guerre de Croatie (1991), l’aéroport est entièrement pillé et dévasté par l'armée yougoslave (JNA), les paramilitaires serbes du sud-est de la Bosnie-Herzégovine et les Monténégrins. Ses équipements de radio navigation, appareils de maintenance et de service sont disséminés sur les autres aéroports de Serbie et du Monténégro.
Rouvert en 1992, l'aéroport est reconstruit par phases successives jusqu'en 2006. En 2007, il devient le troisième aéroport croate quant au trafic avec 1 143 168 passagers, derrière l'aéroport de Split et l'aéroport de Zagreb. Principalement fréquenté pendant la saison touristique estivale, il enregistre un trafic de 261 159 passagers en août 2010.
Un plan d'extension de l'aéroport est en cours ; il devrait porter sa capacité en 2011 à plus de 2 millions de passagers et le terminal devrait s'étendre sur 36 576 m2.
L'aéroport de Dubrovnik est la base de la compagnie aérienne charter croate Dubrovnik Airline.
En juin 2011, la compagnie aérienne Croatia Airlines ouvre une liaison entre Dubrovnik et Belgrade à raison de deux aller-retour par semaine. C'est la première liaison aérienne directe entre la Croatie et la Serbie depuis la fin de la guerre en 1992.

## Situation
Il est situé à environ 15 km au sud-est de Dubrovnik.
| \| 50 km1:1 970 000 \| Zagreb-Pleso Brač Dubrovnik Osijek Pula Rijeka Split Zadar |
| 50 km1:1 970 000                                                                  |

## Statistiques de trafic passagers

### En graphique
Pour des raisons techniques, il est temporairement impossible d'afficher le graphique qui aurait dû être présenté ici.

Voir la requête brute et les sources sur Wikidata.

### Zoom sur l'impact de la pandémie de Covid-19
Pour des raisons techniques, il est temporairement impossible d'afficher le graphique qui aurait dû être présenté ici.

Voir la requête brute et les sources sur Wikidata.

### En tableau
| Année | Passagers | Cargo |
| ----- | --------- | ----- |
| 1987  | 1 460 354 | 2 490 |
| 2000  | 395 458   | 680   |
| 2001  | 461 322   | 646   |
| 2002  | 507 459   | 657   |
| 2003  | 716 592   | 592   |
| 2004  | 880 967   | 822   |
| 2005  | 1 008 240 | 677   |
| 2006  | 1 120 453 | 741   |
| 2007  | 1 144 038 | 847   |
| 2008  | 1 191 474 | 997   |
| 2009  | 1 122 355 | 516   |
| 2010  | 1 270 062 | 406   |
| 2011  | 1 349 501 | 420   |
| 2012  | 1 480 470 | 357   |
| 2013  | 1 522 629 | 375   |
| 2014  | 1 584 471 | 375   |
| 2015  | 1 693 934 | 256   |
| 2016  | 1 993 243 | 256   |

## Compagnies et destinations
| Compagnies                    | Destinations |
| ----------------------------- | --- |
| Aegean Airlines               | En saison: Athènes E.-Venizélos |
| AeroItalia                    | En saison: Forlì |
| Aer Lingus                    | En saison : Cork, Dublin |
| airBaltic                     | En saison : Riga, Tallinn, Vilnius |
| Air France                    | En saison : Paris-Charles de Gaulle |
| Air Serbia                    | En saison : Belgrade-Nikola-Tesla |
| Alsie Express                 | En saison : Sønderborg |
| Arkia                         | En saison :Tel Aviv - Ben Gourion |
| Austrian Airlines             | En saison : Vienne-Schwechat |
| British Airways               | Londres-Gatwick En saison: Londres-Heathrow |
| Brussels Airlines             | En saison : Bruxelles-National |
| Croatia Airlines              | Zagreb-Pleso En saison : - Athènes E.-Venizélos, - Francfort, - Munich-F. J. Strauß, - Osijek, - Paris-Charles de Gaulle, - Prague-Václav-Havel, - Pula - Rome Léonard-de-Vinci/Fiumicino, - Split, - Venise - Marco Polo, - Zurich |
| easyJet                       | En saison : - Amsterdam, - Berlin-Brandebourg, - Bristol, - Édimbourg, - Londres-Gatwick, - Lyon-Saint-Exupéry, - Manchester, - Nantes-Atlantique, - Naples-Capodichino, - Paris-Orly, - Venise - Marco Polo                        |
| easyJet Switzerland           | En saison : Bâle-Mulhouse, Genève-Cointrin |
| Edelweiss Air                 | En saison : Zurich |
| Eurowings                     | En saison : Berlin-Brandebourg, Cologne/Bonn-K. Adenauer, Düsseldorf, Hambourg-H.-Schmidt, Stuttgart |
| Eurowings Discover            | En saison: Francfort |
| Finnair                       | En saison : Helsinki-Vantaa |
| flydubai                      | En saison : Dubaï |
| Freebird Airlines             | Charter: - Berlin-Brandebourg, - Düsseldorf, - Francfort, - Hambourg-H.-Schmidt, - Hanovre, - Leipzig/Halle, - Londres-Gatwick, - Manchester, - Munich-F. J. Strauß, - Stuttgart                                                    |
| Helvetic Airways              | En saison : Zurich |
| Iberia                        | En saison : Madrid-Barajas |
| Israir                        | En saison charter : Tel Aviv - Ben Gourion |
| Jet2.com                      | En saison : - Belfast, - Birmingham, - East Midlands, - Édimbourg, - Leeds-Bradford, - Londres-Stansted, - Manchester, - Newcastle                                                                                                  |
| KLM                           | En saison : Amsterdam |
| Korean Air                    | En saison charter : Séoul-Incheon |
| LOT Polish Airlines           | - Budapest-Ferenc Liszt, - Gdańsk-L. Wałęsa, - Cracovie-Jean-Paul II, - Poznań (Posnanie)-H. Wieniawski, - Varsovie-Chopin, - Wrocław-N. Copernic                                                                                   |
| Lufthansa                     | En saison : Munich-F. J. Strauß |
| Luxair                        | En saison : Luxembourg-Findel |
| Norwegian Air Shuttle         | En saison : - Bergen, - Copenhague-Kastrup, - Helsinki-Vantaa, - Oslo-Gardermoen, - Stavanger, - Stockholm-Arlanda |
| Ryanair                       | En saison : Dublin, Vienne-Schwechat |
| Scandinavian Airlines         | En saison : Copenhague-Kastrup |
| SkyAlps                       | En saison : Bolzano |
| SmartWings                    | En saison : Katowice-Pyrzowice, Varsovie-Chopin En saison charter : Gdańsk-L. Wałęsa, Poznań (Posnanie)-H. Wieniawski |
| Sun d'Or                      | En saison : Tel Aviv - Ben Gourion |
| Swiss International Air Lines | En saison : Genève-Cointrin |
| TAROM                         | En saison charter : Bucarest-H. Coandă, Cluj-Napoca |
| Trade Air                     | Osijek, Rijeka, Split |
| Transavia                     | En saison: Rotterdam-La Haye |
| Transavia France              | En saison : Nantes-Atlantique, Paris-Orly |
| TUI Airways                   | En saison : - Birmingham, - Bristol, - Cardiff-Rhoose, - East Midlands, - Glasgow, - Leeds-Bradford, - Londres-Gatwick, - Manchester, - Newcastle                                                                                   |
| TUI fly Belgium               | En saison : Bruxelles-National |
| Turkish Airlines              | Istanbul |
| United Airlines               | En saison : Newark-Liberty |
| Volotea                       | En saison : - Athènes E.-Venizélos, - Bordeaux-Mérignac, - Lyon-Saint-Exupéry, - Marseille-Provence, - Nantes-Atlantique, - Toulouse-Blagnac                                                                                        |
| Vueling                       | En saison: Barcelone-El Prat, Rome Léonard-de-Vinci/Fiumicino |
| Wizz Air                      | En saison : Londres-Luton, Varsovie-Chopin, Vienne-Schwechat, Wrocław-N. Copernic |

Édité le 29/07/2018  Actualisé le 16/02/2023

## Galerie

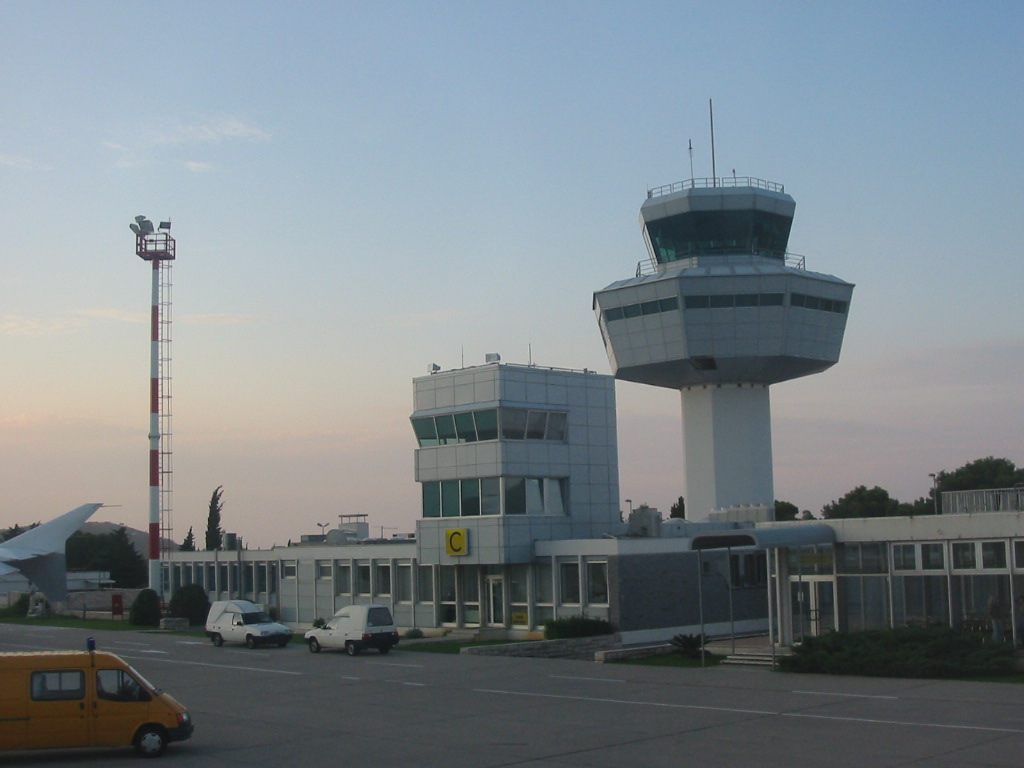
Aéroport de Dubrovnik en 2002.
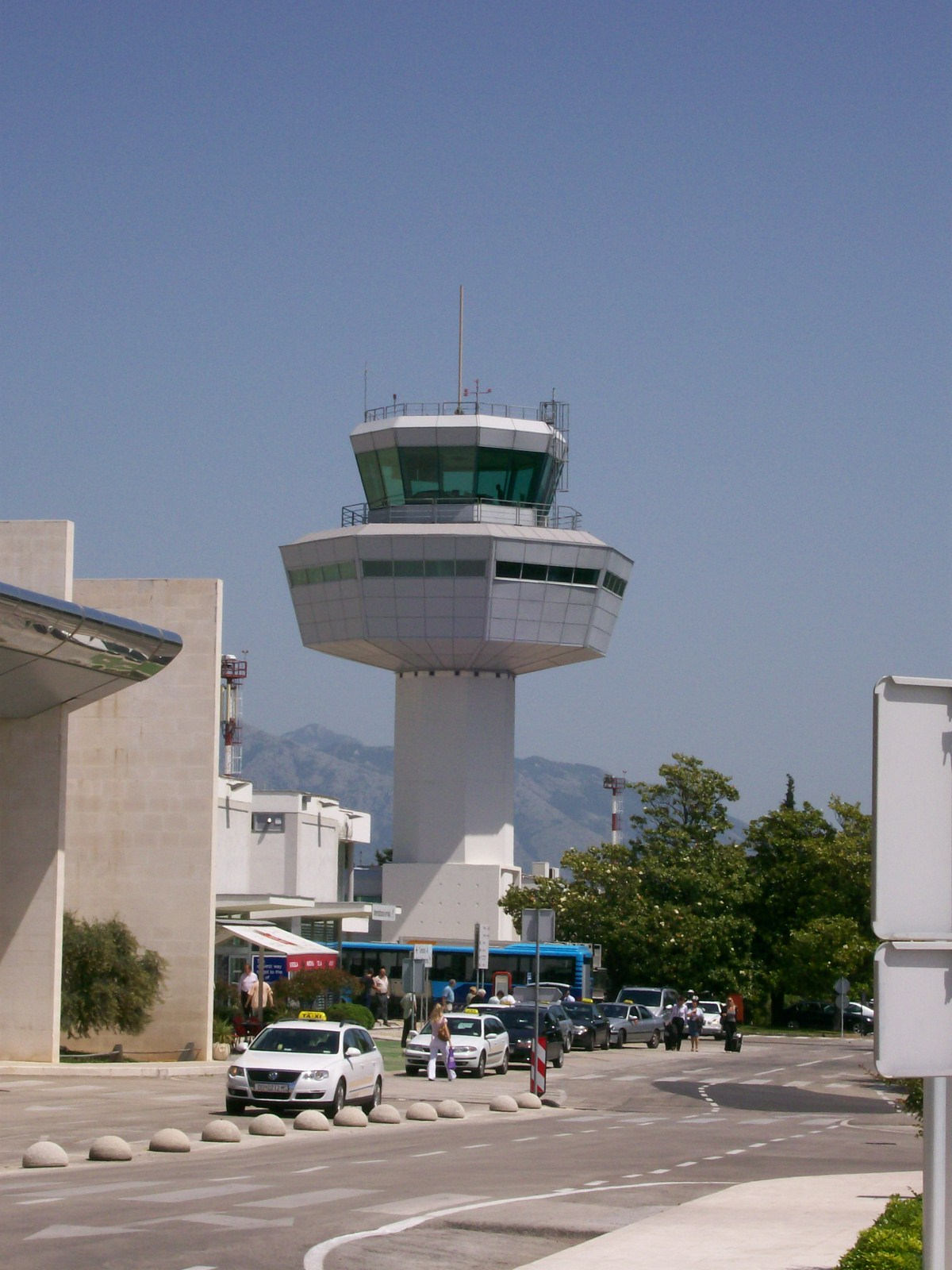
Tour de contrôle de l'aéroport de Dubrovnik.
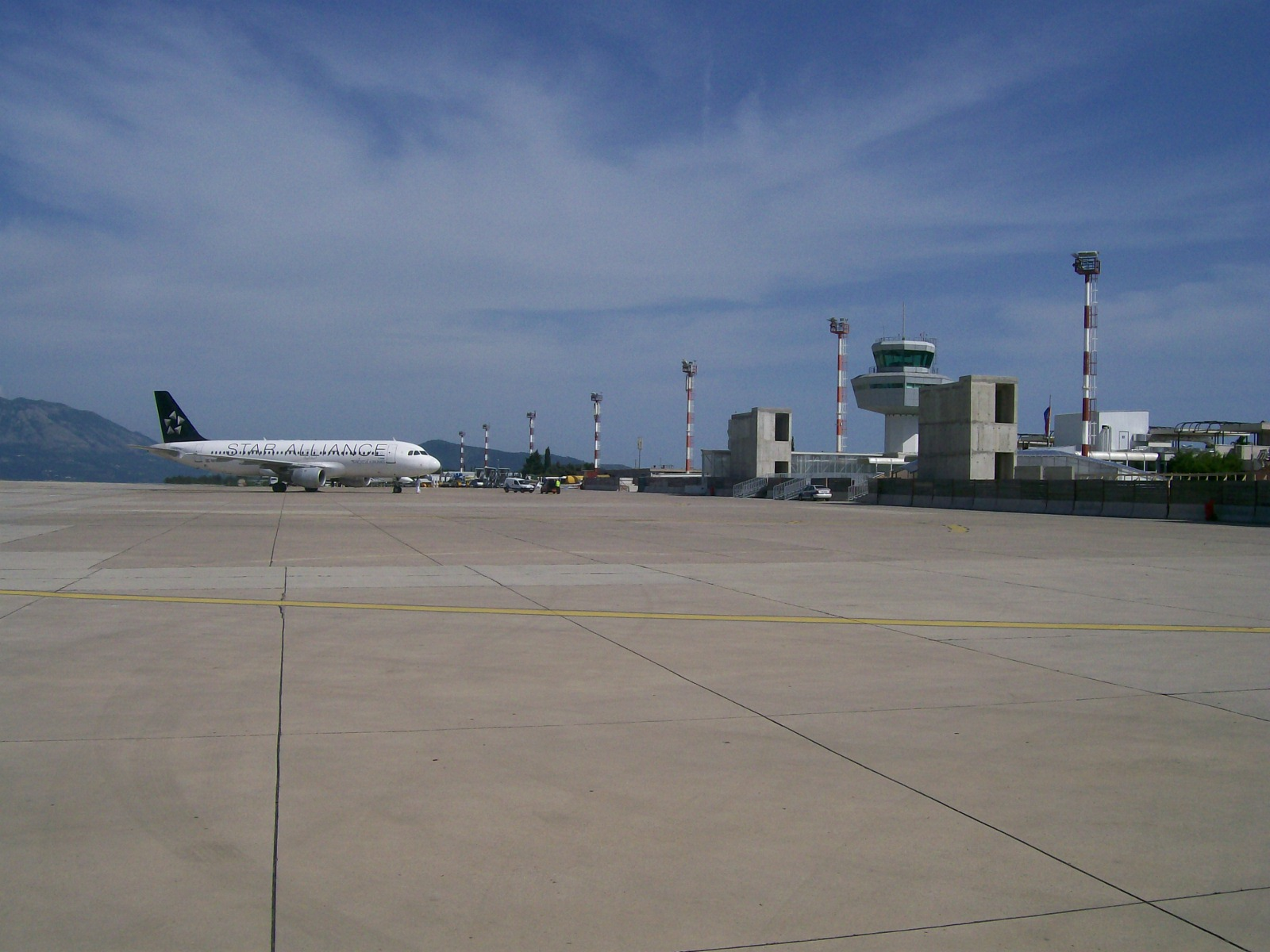
Vue de l'aéroport depuis la piste.

## Accidents et incidents
- Le 3 avril 1996, le vol IFO 21 opéré par l'armée de l'air des États-Unis, s'est écrasé sur une montagne non loin de l'aéroport, causant la mort des 30 passagers et de 5 membres d'équipage. Les causes de l'accident du Boeing 737-200 modifié sont imputées aux mauvaises conditions climatiques et à l'absence ou l'obsolescence de certains instruments comme la présence d'un seul ADF. L'accident s'est déroulé dans le contexte de post-guerre de Croatie.